# Újrónafői szélerőmű
Koordináták: é. sz. 47° 48′ 57″, k. h. 17° 10′ 37″47.815833°N 17.176944°E

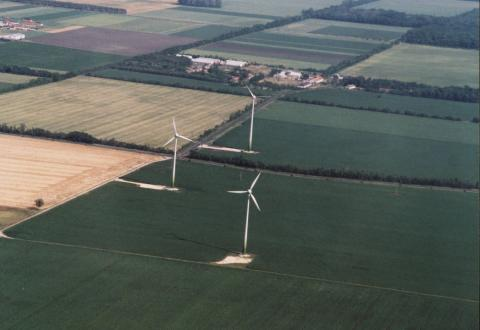
Az újrónafői szélerőművek működés közben

Az Újrónafői szélerőmű 2005. július 1-jén kezdte meg próbaüzemét. A szélerőmű ünnepélyes átadására 2005. július 25-én került sor.
Az újrónafői szélerőmű három darab 78 méter magas, önálló egységből áll, melyek rotorja 48 méter átmérőjű. Összesen 800 kilowatt energiát termelnek, ami kb. 800 család szükségletét elégíti ki. Összköltségük 220 millió Ft volt, amiből 67,5% EU-pályázatból, 22,5% állami támogatásból, és csak 10% származott saját forrásból.
A berendezés típusa: ENERCON E-48